# Einbäume im Musée Carnavalet

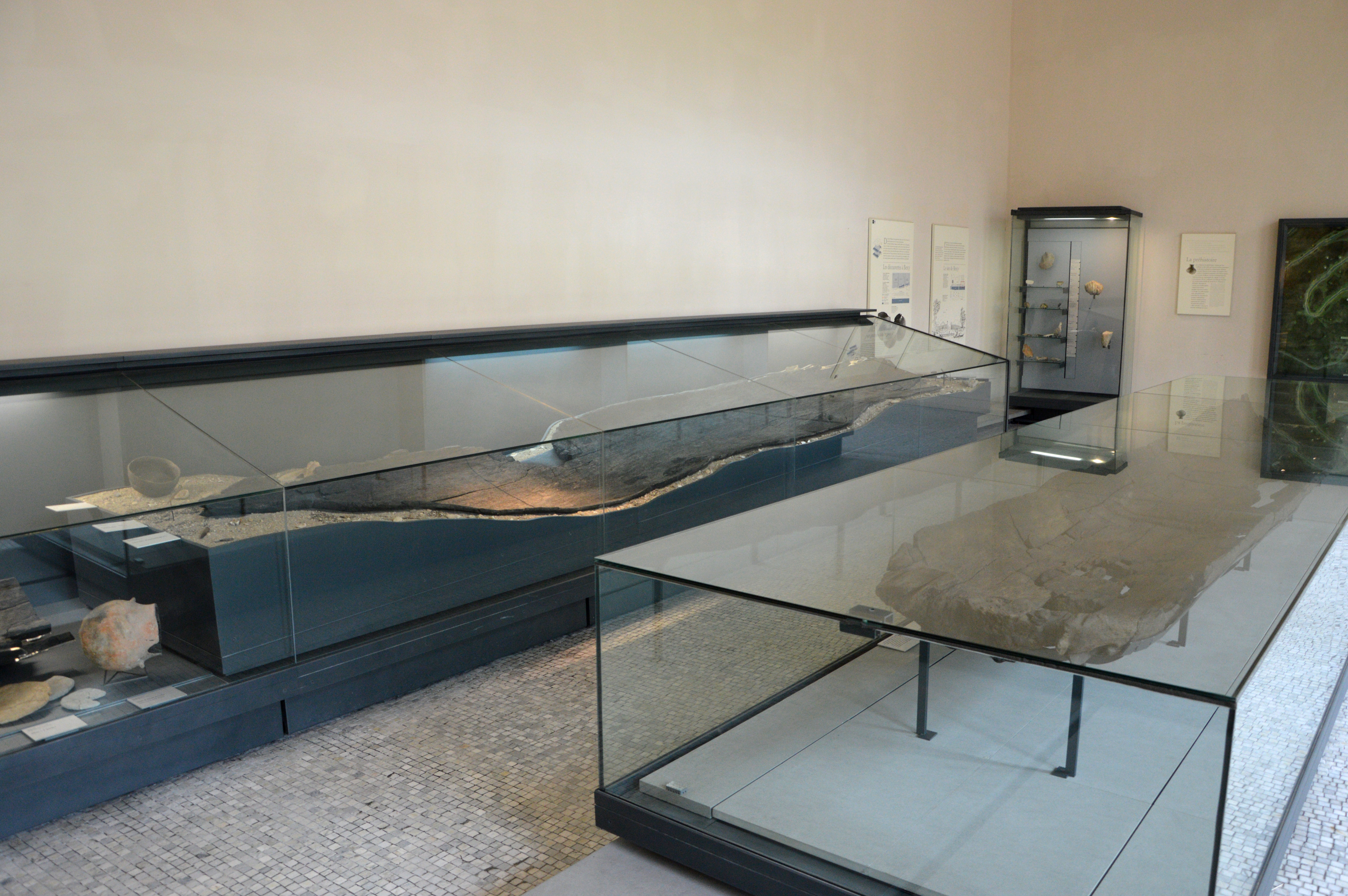
Einbäume P03 und P06

Die Einbäume im Musée Carnavalet stammen aus dem Pariser Stadtviertel Bercy. Sie befinden sich im Musée Carnavalet, das der Stadtgeschichte von den Ursprüngen bis zur Gegenwart gewidmet ist.
Bei archäologischen Ausgrabungen in Bercy, im 47. Stadtviertel im Osten von Paris, wurden 1991/92 zehn Einbäume bei Bauarbeiten südöstlich des Palais Omnisports de Paris-Bercy auf dem Gelände des ehemaligen Weinlagers in Bercy gefunden, einige davon als Fragmente. Nach ihnen wurde die Rue des Pirogues-de-Bercy benannt.
Die prähistorischen Boote lagen unter einer 15 m starken alluvialen Schicht. Die beiden vollständigsten sind P06 (Pirogue 6) aus der Cerny-Kultur von 4800–4300 v. Chr., spezifisch für die Seine und Marne, und P03 (Pirogue 3) von 2700 v. Chr., das 5,35 m lang und 0,9 m breit ist.
Sie wurden von neolithischen Fischern genutzt, die sich am rechten Ufer der Seine zwischen dem Flussbett und einem Seitenkanal niederließen.

Einbäume im Musée Carnavalet
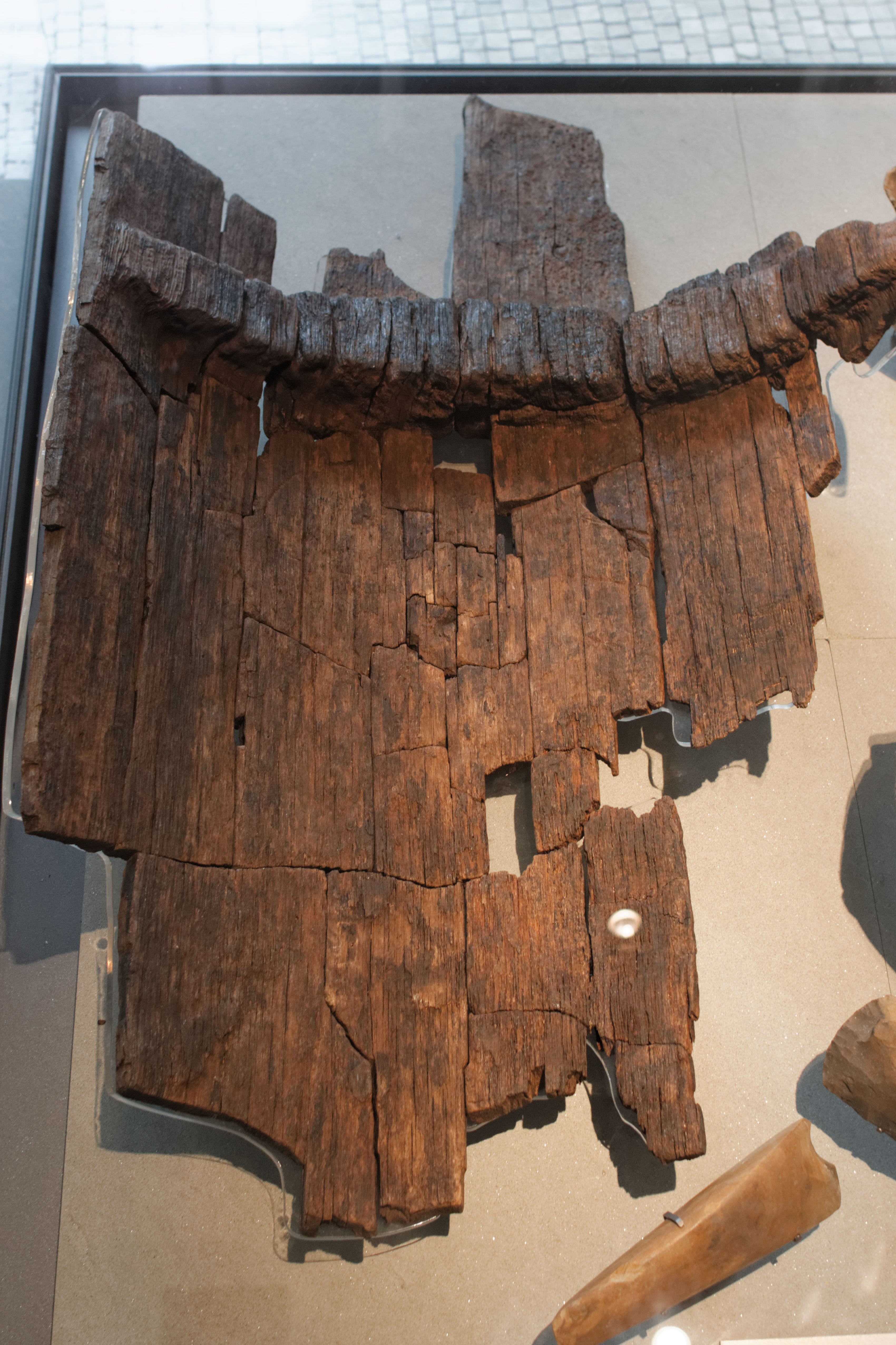
Fragmente des Einbaums P02
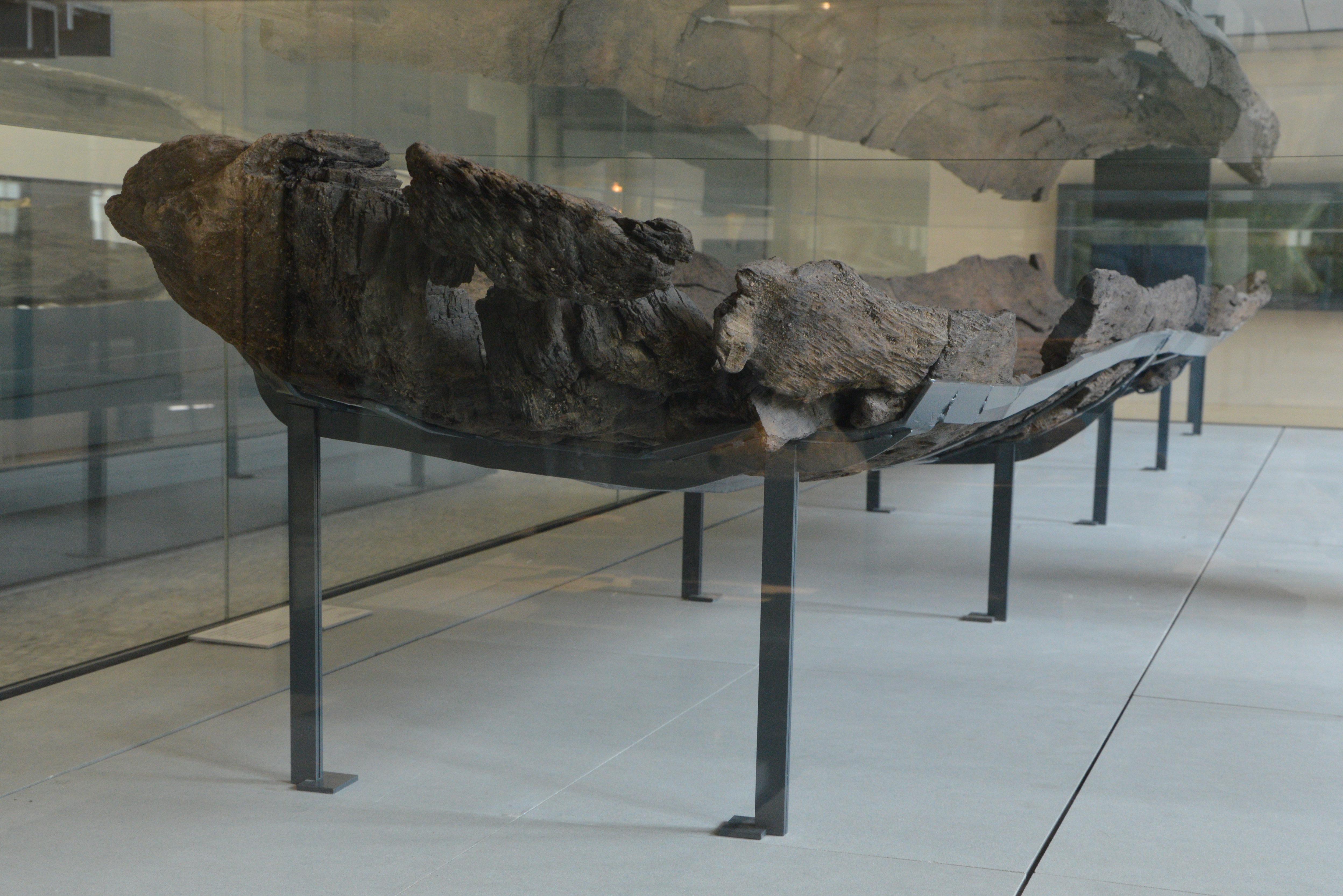
Einbaum P03
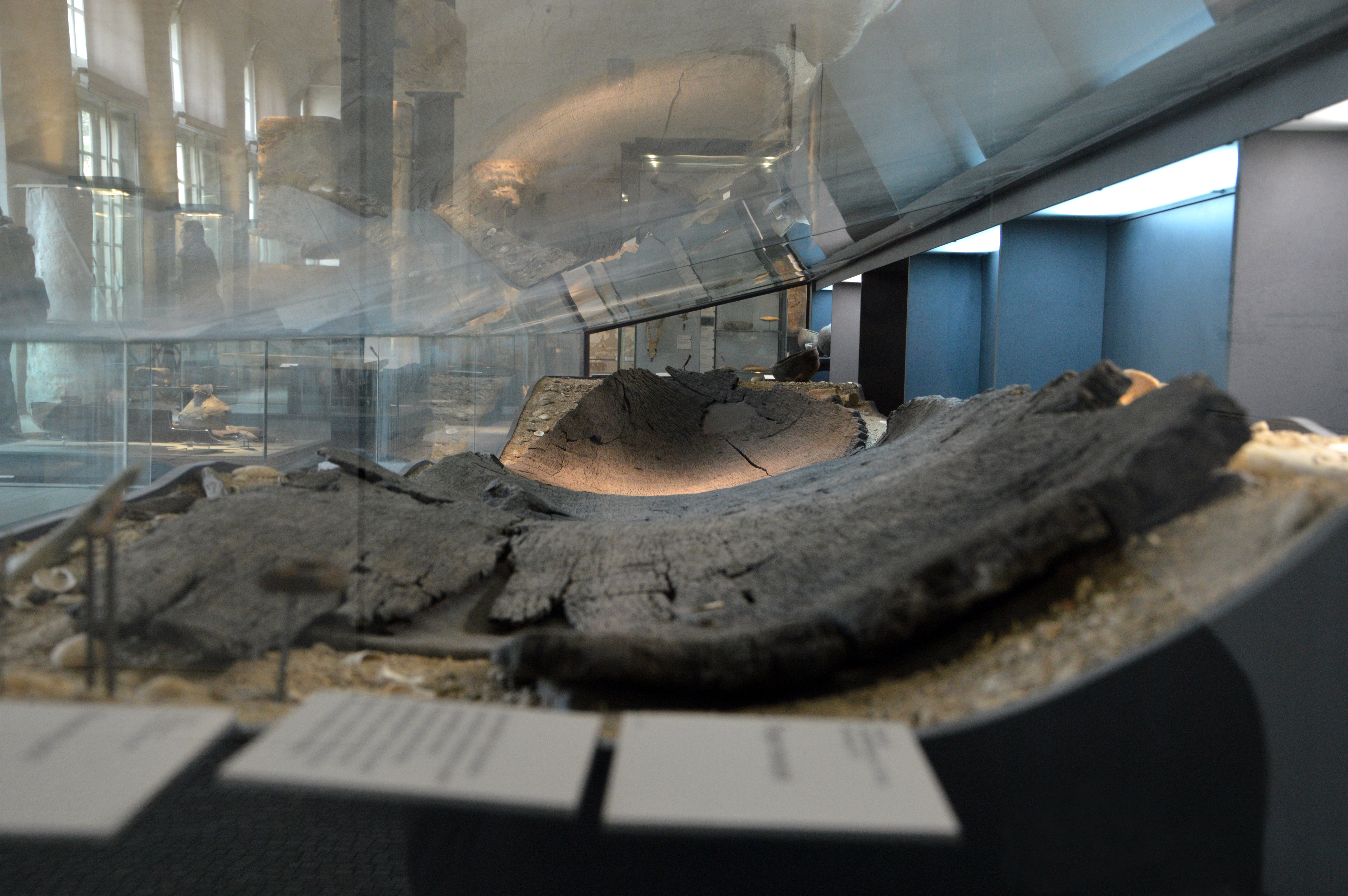
Einbaum P06